# Anton Dohrn Seamount
L’Anton Dohrn Seamount è una montagna sottomarina dalla sommità piatta (cioè un guyot) che si trova nel fossa di Rockall, nella parte nordorientale dell'Oceano Atlantico, a ovest della Gran Bretagna e dell'Irlanda. Il seamount deve il nome alla nave da ricerca tedesca che lo scoprì alla fine degli anni 1950 e che, a sua volta, era stata intitolata al biologo tedesco Anton Dohrn.

## Caratteristiche
La montagna sottomarina si innalza dai 2.100 metri di profondità del fondale marino fino a circa 600 m al di sotto del livello del mare, ed è ricoperta da uno strato di sedimenti spesso circa 100 m. Si è innalzata in seguito ad episodi di attività vulcanica avvenuti tra 70 e 40 milioni di anni fa.
Attorno alla base del vulcano sottomarino c'è una sorta di piccolo fossato dove il fondale marino si abbassa a un livello più inferiore a quello circostante.
Prima di pubblicare i risultati delle loro ricerche nell'agosto 2016, il gruppo del progetto Deep Links, una collaborazione tra l'Università di Plymouth, l'Università di Oxford, il Joint Nature Conservation Committee e la British Geological Survey, avevano passato sei settimane a bordo della nave da ricerca inglese RSS James Cook impiegando dei sommergibili robot per filmare, fotografare e raccogliere campioni della scogliera corallina ricca di un'eccezionale biodiversità che avevano scoperto sulla sommità appiattita del guyot.